# Scharnhorststraße (Düren)

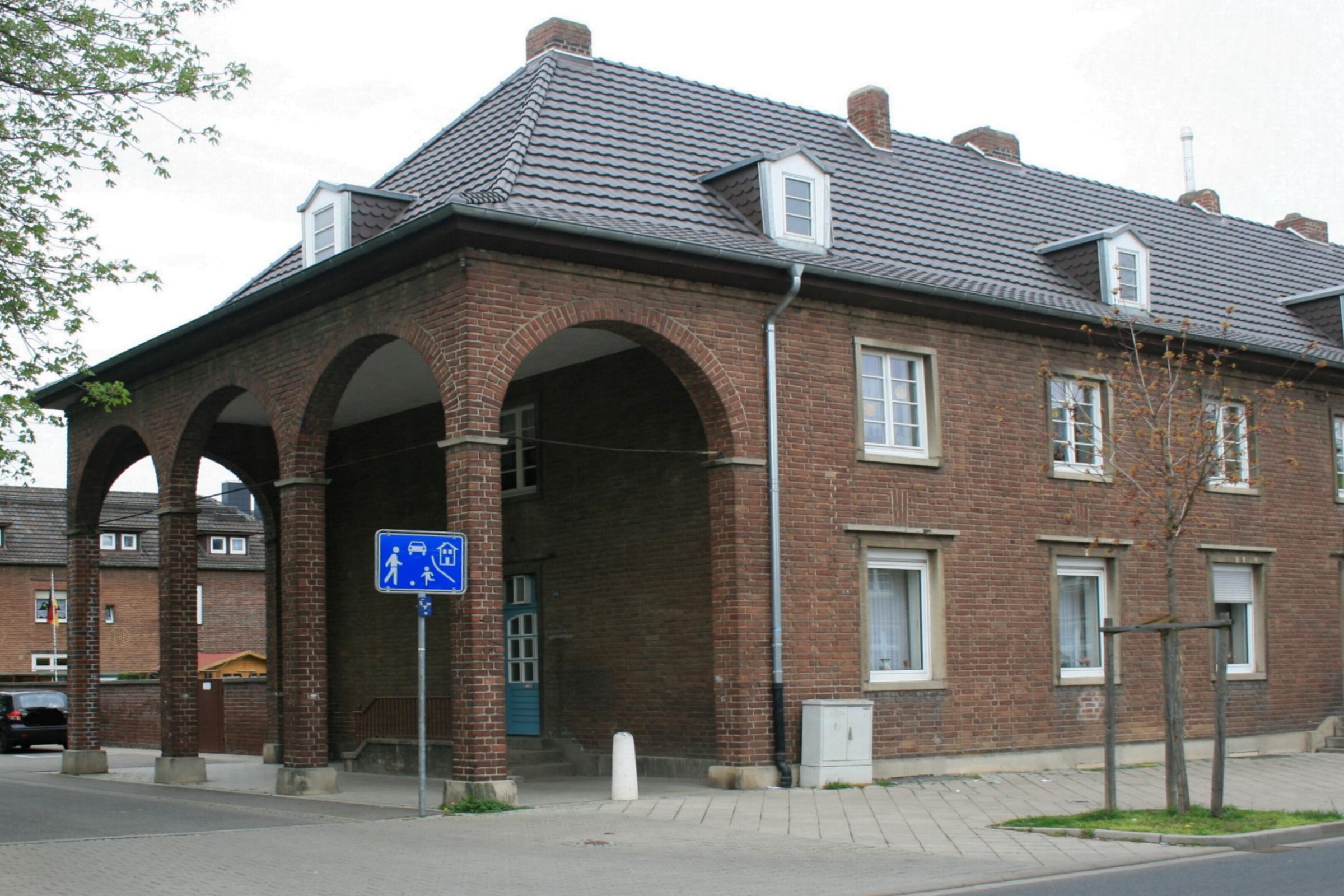
Das Haus Grüngürtel 2

Die Scharnhorststraße in der Kreisstadt Düren (Nordrhein-Westfalen) ist eine Innerortsstraße im Siedlungsbereich Grüngürtel.

## Lage
Die Straße verläuft in gerader Linie von der Merzenicher Straße bis zur Brückenstraße.

## Angrenzende Bauten
An der Straße Scharnhorststraße liegen viele denkmalgeschützte Gebäude, die Häuser Scharnhorststraße 143 bis 151.
Im Bereich Grüngürtel/Scharnhorststraße steht die Antonius-Kirche.

## Geschichte
Der Stadtrat beschloss am 5. Oktober 1911 einstimmig die Benennung nach Gerhard von Scharnhorst, preußischer General.